# Flinders Highway (South Australia)
Der Flinders Highway ist eine Fernverkehrsstraße im Süden des australischen Bundesstaates South Australia. Er verbindet den Lincoln Highway in Port Lincoln, entlang der westlichen Küstenlinie der Eyre-Halbinsel mit dem Eyre Highway östlich von Ceduna. Der Flinders Highway war Teil der Alternative 1 des National Highway 1 in Australien.

## Verlauf
Der Flinders Highway beginnt in Port Lincoln an der Südspitze der Eyre-Halbinsel als Fortsetzung des Lincoln Highway (B100) nach Nordwesten. Nach 25 km zweigt nach Norden der Tod Highway (B90) ab. Nur 7 km weiter liegt der Abzweig der Straße nach Coffin Bay, einem Zentrum der Austernzucht in South Australia.
Auf seinem weiteren Weg nach liegen nur wenige Orte am Flinders Highway. Elliston, Streaky Bay und Smoky Bay sind die größten. In Elliston mündet von Osten her der Birdseye Highway (B91) ein, der die Siedlung direkt mit Cowell an der Ostküste der Halbinsel verbindet. Etwa 7 km östlich von Ceduna trifft der Flinders Highway auf den Eyre Highway und endet. Ceduna ist bekannt für Walbeobachtungstouren, die für Touristen angeboten werden.